# Тау-лептон
Тау-лепто́н — (від грецької букви τ, що використовується для позначення) — в стандартній моделі фізики елементарних частинок — нестійка елементарна частинка з негативним електричним зарядом і спіном 1/2. Разом з електроном, мюоном і нейтрино класифікується як частина лептонного сімейства ферміонів. Як і всі фундаментальні частинки, тау-лептон має античастинку із зарядом протилежного знаку, але з рівною масою і спіном: антитау-лептон.
τ-Лептон був відкритий в 1975 р. на електрон-позитронному колайдері у лабораторії SLAC (Стенфорд, США).
τ-Лептони утворювалися в результаті реакції:
{\displaystyle e^{-}+e^{+}\rightarrow \tau ^{-}+\tau ^{+}}.
Маса τ-лептона 1777 МеВ. Час життя 2.9 ·10−13 с. Тау-лептон є найважчим та найбільш короткоживучим лептоном.  

## Розпади

Діаграма Фейнмана — спільна для розпаду тау-лептона на інші лептони та на кварки першого покоління, що проходить через емісію W-бозона.

τ-лептон є єдиним лептоном, який може розпадатися на адрони, в той час як інші занадто легкі для цього. Як і інші канали розпаду, адронний розпад проходить завдяки слабкій взаємодії.
Тау-лептон, завдяки своїй великій масі може розпадатися дуже різноманітно:
| Тип       | Канал розпаду                                                    | Ймовірність |
| --------- | ---------------------------------------------------------------- | ----------- |
| Лептонний | {\displaystyle e^{-}{\overline {\nu }}_{e}\nu _{\tau }}          | 17,85 %     |
| Лептонний | {\displaystyle \mu ^{-}{\overline {\nu }}_{\mu }\nu _{\tau }}    | 17,36 %     |
| Адронний  | {\displaystyle \pi ^{-}\nu _{\tau }}                             | 10,91 %     |
| Адронний  | {\displaystyle \pi ^{-}\pi ^{0}\nu _{\tau }}                     | 25,51 %     |
| Адронний  | {\displaystyle \pi ^{-}2\pi ^{0}\nu _{\tau }}                    | 9,29 %      |
| Адронний  | {\displaystyle \pi ^{-}3\pi ^{0}\nu _{\tau }}                    | 1,04 %      |
| Адронний  | {\displaystyle h^{-}4\pi ^{0}\nu _{\tau }}                       | 0,11 %      |
| Адронний  | {\displaystyle K^{-}\nu _{\tau }}                                | 0,696 %     |
| Адронний  | {\displaystyle K^{-}\pi ^{0}\nu _{\tau }}                        | 0,429 %     |
| Адронний  | {\displaystyle K^{-}2\pi ^{0}\nu _{\tau }}                       | 0,065 %     |
| Адронний  | {\displaystyle K^{-}3\pi ^{0}\nu _{\tau }}                       | 0,049 %     |
| Адронний  | {\displaystyle \pi ^{-}{\overline {K^{0}}}\nu _{\tau }}          | 0,84 %      |
| Адронний  | {\displaystyle \pi ^{-}{\overline {K^{0}}}\pi ^{0}\nu _{\tau }}  | 0,4 %       |
| Адронний  | {\displaystyle \pi ^{-}{\overline {K^{0}}}K_{S}^{0}\nu _{\tau }} | 0,024 %     |
| Адронний  | {\displaystyle \pi ^{-}{\overline {K^{0}}}K_{L}^{0}\nu _{\tau }} | 0,12 %      |
| Адронний  | {\displaystyle K^{-}K^{0}\nu _{\tau }}                           | 0,159 %     |
| Адронний  | {\displaystyle K^{-}K^{0}\pi ^{0}\nu _{\tau }}                   | 0,159 %     |
| Адронний  | {\displaystyle \pi ^{-}\pi ^{+}\pi ^{-}\nu _{\tau }}             | 9 %         |
| Адронний  | {\displaystyle \pi ^{-}\pi ^{+}\pi ^{-}\pi ^{0}\nu _{\tau }}     | 2,7 %       |
| Адронний  | {\displaystyle K^{-}\pi ^{+}\pi ^{-}\nu _{\tau }}                | 0,287 %     |
| Адронний  | {\displaystyle K^{-}\pi ^{+}\pi ^{-}\pi ^{0}\nu _{\tau }}        | 0,077 %     |
| Адронний  | {\displaystyle K^{+}K^{-}\pi ^{-}\nu _{\tau }}                   | 0,14 %      |
| Адронний  | {\displaystyle K^{+}K^{-}\pi ^{-}\pi ^{0}\nu _{\tau }}           | 0,0061 %    |
| Адронний  | {\displaystyle h^{-}h^{-}h^{+}2\pi ^{0}\nu _{\tau }}             | 0,1 %       |
| Адронний  | {\displaystyle h^{-}h^{-}h^{+}3\pi ^{0}\nu _{\tau }}             | 0,023 %     |
| Адронний  | {\displaystyle 3h^{-}2h^{+}\nu _{\tau }}                         | 0,0839 %    |
| Адронний  | {\displaystyle 3h^{-}2h^{+}\pi ^{0}\nu _{\tau }}                 | 0,0178 %    |
| Адронний  | {\displaystyle h^{-}\omega \nu _{\tau }}                         | 1,99 %      |
| Адронний  | {\displaystyle h^{-}\omega \pi ^{0}\nu _{\tau }}                 | 0,41 %      |
| Адронний  | {\displaystyle \eta \pi ^{-}\pi ^{0}\nu _{\tau }}                | 0,139 %     |
| Адронний  | {\displaystyle \eta K^{-}\nu _{\tau }}                           | 0,0161 %    |

Існують і інші канали розпаду, сумарна доля яких складає менше 0,1 відсотка. У них можуть породжуватись більш важкі частинки, такі як f1(1285) і фі-мезон.
В підсумку, тау-лептон розпадається на адрони приблизно в 64.79 % випадків. Оскільки при реакції слабкої взаємодії повинно зберігатися тау-лептонне число, серед продуктів адронного розпаду завжди присутнє тау-нейтрино.
Мюонний канал розпаду має трішки меншу ймовірність через те, що маса мюона приблизно в 200 раз більша ніж електрона. Якщо б цієї в різниці в масах не було, ймовірності були б рівними, адже лептони цілком рівнозначні у взаємодії з калібрувальними бозонами, через які йде розпад.

## Історія відкриття
Після відкриття мюона в 1936 році, фізики багато досліджували його природу. Існували припущення, що мюон є, в деякому сенсі, проміжною частинкою між електроном і протоном, а тому взаємодія його з нуклонами має відбуватись інакше. Проте до кінця 60-х стало зрозуміло, що, окрім маси, електрон і мюон практично однакові, тому почала набувати популярності інша гіпотеза, згідно з якою мюон та електрон належать до одної сім'ї частинок, і можуть існувати і інші, ще більш важкі заряджені лептони, кожному з яких відповідає власний тип нейтрино. Ці лептони отримали робочі назви μ', μ" і т. ін.
З 1973, коли у Стенфорді був побудований електронно-позитронний колайдер SPEAR, Мартін Перл намагався знайти на ньому важкі лептони, і у 1975 році це йому вдалося. Частинка отримала назву τ від грецького τριτον — третій. Також, у деяких роботах її називали U, від unknown.
Масу тау точніше виміряв Бранделік у 1978 році в експериментах на німецькому прискорювачі DORIS.
Час життя лептона був виміряний у 1982 році кількома незалежними групами.
За відкриття тау-лептона Мартін Перл отримав Нобелівську премію за 1995 рік.
Припущення про існування ще більш важких лептонів (четвертого покоління) наразі лишається відкритим.

## Екзотичні атоми
Подібно до мюона, що може утворювати мюоній (атом, в якому мюон замінює електрон) та димюоній (мюон та антимюон, що обертаються один навколо одного), тау міг би формувати зв'язаний стан з протоном, анти-тау, анти-мюоном або позитроном. Завдяки великій масі, орбіта тау-частинки у такій системі пролягала б надзвичайно близько до другого компонента (і навіть всередині нього для важких ядер), що дозволило б дослідити надзвичайно тонкі ефекти квантової теорії. Проте наразі такі системи не було зафіксовано, як через важкість отримання тау-частинок, так і через дуже малий час їх життя.

## Цікаві факти
- Завдяки існуванню аномалії в квантовій теорії поля відкриття третього покоління лептонів – тау-лептонів – означало, що обов'язково існує і третє покоління кварків (хоча їхнє передбачення було зроблено ще до відкриття тау і незалежно від нього, в 1973 році). І справді, існування третього покоління кварків було експериментально підтверджене в 1977 (b-кварк) та 1995 (t-кварк).
- Після відкриття тау-лептона вважалося очевидним існування тау-нейтрино в продуктах його розпаду, однак це було складно перевірити. Нейтрино дуже слабко взаємодіють з речовиною. Щоб визначити існування саме тау-нейтрино, необхідно спостерігати процес утворення тау-лептона у таких рідкісних взаємодіях, що є складною експериментальною задачею через короткоживучість тау-лептона. Лише 2000 року було експериментально доведено існування тау-нейтрино, що є останнім (із наразі відомих) ферміоном Стандартної моделі.
- На адронних колайдерах основним джерелом тау-лептонів є розпади зачарованих та красивих адронів, а також W і Z бозонів[9][10].
- Ведеться пошук розпадів тау-лептона, в яких не уторюється нейтрино[11]. Такі процеси заборонені у Стандартній моделі, оскільки вони порушують закон збереження тау-лептонного числа, але можуть бути дозволеними в гіпотетичних розширеннях Стандартної моделі. Жодних порушень Стандартної моделі виявлено не було.